# چترمرغ آمازونی
چترمرغ آمازونی (نام علمی: Cephalopterus ornatus) نام یک گونه از تیره جواهرمرغ است.